# Karl Assmann (Bibliothekar)

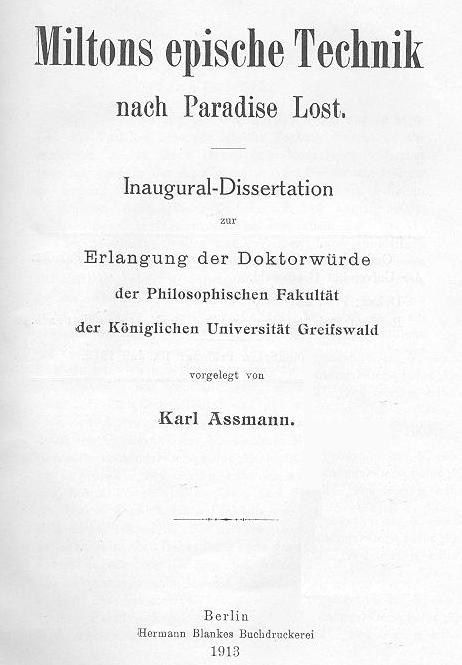
Deckblatt der Dissertation Assmanns

Karl Heinrich Ernst Assmann (* 27. Juli 1890 im Stadtteil Friedrichsberg von Lichtenberg bei Berlin; † 1. April 1970 in Pirna) war ein deutscher Bibliothekar.

## Leben
Assmann studierte Neuere Philologie und Philosophie in Marburg und Greifswald und promovierte 1913. 1919 kam er nach Kriegsdienst im Ersten Weltkrieg als Fachreferent für Anglistik und Leiter des Benutzungsdiensts an die Sächsische Landesbibliothek in Dresden, deren Direktor er von 1945 bis 1948 sowie von 1952 bis 1957 war.

## Schriften
- Miltons epische Technik nach Paradise Lost, Greifswald 1913 (Univ., Diss.).
- Danteschätze der Sächsischen Landesbibliothek in Dresden. Dresden 1921.
- Führer für die Benutzer der Sächsischen Landesbibliothek. Dresden 1925, weitere drei Auflagen bis 1936.
- Die Sächsische Landesbibliothek zu Dresden im Wiederaufbau. in: Zentralblatt für Bibliothekswesen. 1948, S. 4–26.
- Wie benutze ich die Sächsische Landesbibliothek? 1949.
- Sächsische Landesbibliothek Dresden 1556–1956. Festschrift zum 400-jährigen Bestehen. (Hrsg.), 1956.